# Vicente del Bosque González
Vicente del Bosque González (Salamanca, 23 de desembre del 1950), és un exfutbolista espanyol, que des dels anys 90 és entrenador de futbol. Fou seleccionador de la Selecció espanyola de futbol, des del 17 de juliol de 2008 fins al 4 de juliol de 2016.
És considerat l'entrenador de futbol amb millor palmarès de la història, havent guanyat dues Lligues de Campions, una Eurocopa de seleccions i una Copa del Món.
El gener de 2011 fou guardonat amb el premi Marca Leyenda. El 3 de febrer de 2011 el rei Joan Carles I li concedí el títol de marquès de Del Bosque.

## Carrera com a jugador
Vicente Del Bosque va jugar a la posició de defensa durant 441 partits amb el Castella, Córdoba Club de Fútbol, Club Esportiu Castelló i Reial Madrid CF. Va ser internacional amb Espanya, debutant el 17 d'abril de 1975 davant Romania. Va jugar l'Eurocopa de 1980.

## Carrera com a entrenador
Un cop abandonada la pràctica del futbol, Del Bosque es va incorporar com a entrenador a les categories inferiors del Reial Madrid CF.
El 1994, va debutar com a entrenador del primer equip del Reial Madrid, però només durant un parell de mesos, tornant a entrenar als equips inferiors. El 1996 va dirigir un partit del primer equip a San Mamés davant l'Athletic Club de Bilbao guanyant per 0-5.
A la temporada 1999-2000, va substituir l'entrenador John Toshack de manera definitiva.
A les seves quatre temporades com a entrenador del primer equip, Del Bosque va aconseguir dues Lligues de Campions al (2000 i el 2002), dues Lligues (2001 i 2003), una Supercopa d'Espanya el 2001, una Supercopa d'Europa de futbol el 2002 i una Copa Intercontinental el 2002.
 Vicente Del Bosque destacava pel seu estil humil, pacient i traquil. En canvi el club, presidit per Florentino Pérez, va iniciar l'era anomenada com Los Galácticos, en incorporar jugadors de gran projecció comercial com Luís Figo, Zinédine Zidane i Ronaldo.
Aquesta visió del club i la filosofia de Del Bosque s'enfrontaven, per la qual cosa al juny del 2003, un dia després de guanyar el 29è títol de Lliga, el club li va informar que no li renovarien el contracte, i atès que aquest expirava el 30 de juny d'aquest any, hauria d'abandonar la disciplina del club. Amb Del Bosque també van sortir del club jugadors com Fernando Hierro, Fernando Morientes, Steve McManaman i Claude Makelélé.
A la temporada 2004-2005, va ser contractat pel Beşiktaş turc, sense aconseguir una gran campanya i tornant a Espanya en finalitzar la temporada.
Al juliol del 2006, després del Mundial d'Alemanya, la Federació Mexicana de Futbol li va oferir la direcció de la selecció de futbol de Mèxic que va rebutjar.En el Campionat d'Europa de futbol del 2008 un cop finalitzat, va ser proclamat tècnic de la selecció espanyola, càrrec el qual va agafar fins a 2016.

## Palmarès

### Com a jugador
| Títol                 | Club        | País    | Any  |
| --------------------- | ----------- | ------- | ---- |
| Copa del Generalíssim | Real Madrid | Espanya | 1974 |
| Copa del Generalíssim | Real Madrid | Espanya | 1975 |
| Lliga espanyola       | Real Madrid | Espanya | 1975 |
| Lliga espanyola       | Real Madrid | Espanya | 1976 |
| Lliga espanyola       | Real Madrid | Espanya | 1978 |
| Lliga espanyola       | Real Madrid | Espanya | 1979 |
| Lliga espanyola       | Real Madrid | Espanya | 1980 |
| Copa del Rei          | Real Madrid | Espanya | 1980 |
| Copa del Rei          | Real Madrid | Espanya | 1982 |

### Com a entrenador
| Títol                  | Equip              | Any     |
| ---------------------- | ------------------ | ------- |
| Copa Iberoamericana    | Real Madrid        | 1994    |
| Lliga de Campions      | Real Madrid        | 1999-00 |
| Lliga espanyola        | Real Madrid        | 2001    |
| Supercopa d'Espanya    | Real Madrid        | 2001    |
| Lliga de Campions      | Real Madrid        | 2001-02 |
| Supercopa d'Europa     | Real Madrid        | 2002    |
| Copa Intercontinental  | Real Madrid        | 2002    |
| Lliga espanyola        | Real Madrid        | 2003    |
| Copa del Món de Futbol | Selecció espanyola | 2010    |
| Campionat d'Europa     | Selecció espanyola | 2012    |